# Mati Karmin
Mati Karmin   (Tartu, 26 de febrer de 1959) és un dels escultors contemporanis més reconeguts d’Estònia. La seva trajectòria com a artista es caracteritza per una activitat intensa i notablement versàtil. Com molts dels seus contemporanis, els representants de l'anomenada generació dels anys 80 en l'art estonià, Karmin va rebre una formació professional a l’Acadèmia d'Art d'Estònia, que va ser exhaustiva, però tradicional, per no dir conservadora segons els criteris internacionals. Durant els seus estudis, l'escultura estòniana era predominantment figurativa i utilitzava materials tradicionals com la pedra i el bronze. La ciutat de Tartu va nomenar Karmin Ciutadà d'honor de la ciutat de Tartu el gener de 2024 i al mateix temps li va atorgar l'Estrella de Tartu.
Karmin, d'altra banda, ha estat creant gairebé tota la seva obra independent en una escena artística de càrrega ràpida, que es caracteritza per la negació de les tradicions, la disputa de valors i la difuminació de les fronteres entre les formes d'art, així com l'art i l'espai que l'envolta. La mateixa noció d'escultura ha sofert una transformació especialment radical. Karmin ha reaccionat a la situació canviant potser d'una manera més dinàmica, però també controvertida que la majoria dels artistes estonians. Una creativitat vibrant, amb un pensament plàstic molt professional i una perfecta percepció dels materials en el seu cor, li ha permès actuar com a tradicionalista i innovador, aconseguint resultats destacats en ambdues àrees.
A més dels materials tradicionals, principalment el bronze, Karmin s'ha inspirat en solucions poc convencionals i ha utilitzat materials innovadors des del començament de la seva carrera. Al principi, va cridar l'atenció amb una de les seves primeres escultures exposades, Military Fox (1981), formada intel·ligentment amb detalls de ferralla corroïda. La ferralla ha sorgit sovint com un material important i una font d'inspiració també en el treball posterior de Karmin. Fins a mitjans de la dècada de 1990, va utilitzar ferralla bàsicament dins dels límits de la noció tradicional d'escultura: figures i formes decoratives que es comuniquen amb l'espai, com l'escultura lliure convencional, i que estan pensades per ser col·locades sobre una plataforma. Després d'haver tocat prèviament de manera provisional les fronteres de la noció clàssica d'escultura, Karmin va sorprendre el públic l'any 1994 amb una instal·lació conceptual d'època My Father, prenent com a material la carrera i l'extensa col·lecció de males herbes del seu pare, que era investigador agrícola. En el mateix període també fa l'exposició d'impressionants cabines de construcció de metall corroït a la zona verda davant de la galeria The Tallinn Art Hall durant l'exposició col·lectiva d'escultors innovadors.
Una de les manifestacions més grandioses de la línia d'exploració del treball de Karmin és el projecte de mines submarines que va començar fa cinc anys. A la costa nord d'Estònia -especialment les illes- hi havia nombrosos munts de petxines de mines corroïdes, que són bàsicament esferes amb forats, agulles i manilles. Karmin es va inspirar en aquestes mines i va començar a col·leccionar-les. L'ambigüitat de les petxines de mines corroïdes a gran escala va intrigar l'artista. La forma de la mina és perfecta i uniforme, tot i que encara té clarament el segell de la seva funció destructiva inicial. Estant marcat per la seva pertinença al passat, està estretament relacionat amb la complicada història recent que sempre s'ha fascinat a Karmin.
Tota l'obra de Karmin s'ha basat en diverses contradiccions. Va entrar a l'escena de l'escultura estoniana com a innovador i la continuïtat d'aquest tret en la seva biografia creativa persisteix, però la noció d'escultura clàssica i el material clàssic per a l'escultura, el bronze, encara és molt important per a ell i hi ha tornat una vegada i una altra ja sigui en l'escultura lliure o en l'escultura monumental.
El mobiliari de la mina, malgrat la seva novetat sense precedents, aglutina les dues direccions en l'obra de l'artista. Es pot intuir clarament com l'artista ha gaudit jugant amb els materials i les formes, havent desenvolupat tant els seus significats com les seves mirades, creant una sèrie versàtil, basada en contradiccions i contrastos.
Karmin utilitza les mines com a mòduls. Tota la sèrie de mobles es compon només de dues formes bàsiques de mines existents: l'hemisferi i el cilindre. Ha creat articles d'utilitat de diverses formes, com a resultat en butaques, escriptoris, llits, lavabos, armaris, banyeres, gronxadors, xemeneies i molt més. A la ferralla ha afegit detalls de coure tractat a mà, malla metàl·lica, tapisseria de cuir i superfícies de granit i vidre, augmentant així conscientment la contradicció semàntica dels objectes.
Al final del projecte de la mina, l'artista va crear una escultura mòbil amb un camió militar soviètic. El seu vehicle té, en lloc d'un coet, un fal·lus gegantesc de petxines de mines que s'alça a sobre, amb quatre rellotges a la part superior, que mostra l'hora en quatre llocs geogràfics del món: Moscou, Londres, París i Nova York.

## Obres
- 1984 monument de la fàbrica de draps, Kärdla

- 1989 monument del primer festival nacional de la cançó, Tartu

- 1989 Monument a Charles Leroux, Tallinn

- 1991 bust d'Oscar Brackmann, Pärnu

- 1995 MS Estonia memorial, Tahkuna

- 1995 bust d’Alfred Neuland, Valga

- Panorama de 1996 del crematori de Tallinn

- 1996 monument a Hugo Treffner, Tartus

- 1997 bust d'Andrés Saal, Tori

- 1997 Memorial MS Estonia, Pärnu

- 1998 font "Estudiants besant-se", Tartu

- 1998 Monument a Carl Robert Jakobson, Viljandi

- 1998 Guerra d'Independència d'Estònia. Memorial de la Guerra de la Independència al cementiri de Ropka, Tartu

- 2001 monument a Jaan Tõnisson, Tartu

- 2003 estàtua eqüestre de Sant Jordi, Tori

- 2006 Monument a Michael Park, Tallinn

- 2007 monument a Juri Lotman, Tartu

- 2008 Porc de bronze, Tartu

- 2010 monument a Marie Under, Tallinn

- 2022 monument a Jaak Joala, Viljandi

## Premis
- 2003: Beca Anton Starkopf[4]

## Fotos d'obres monumentals

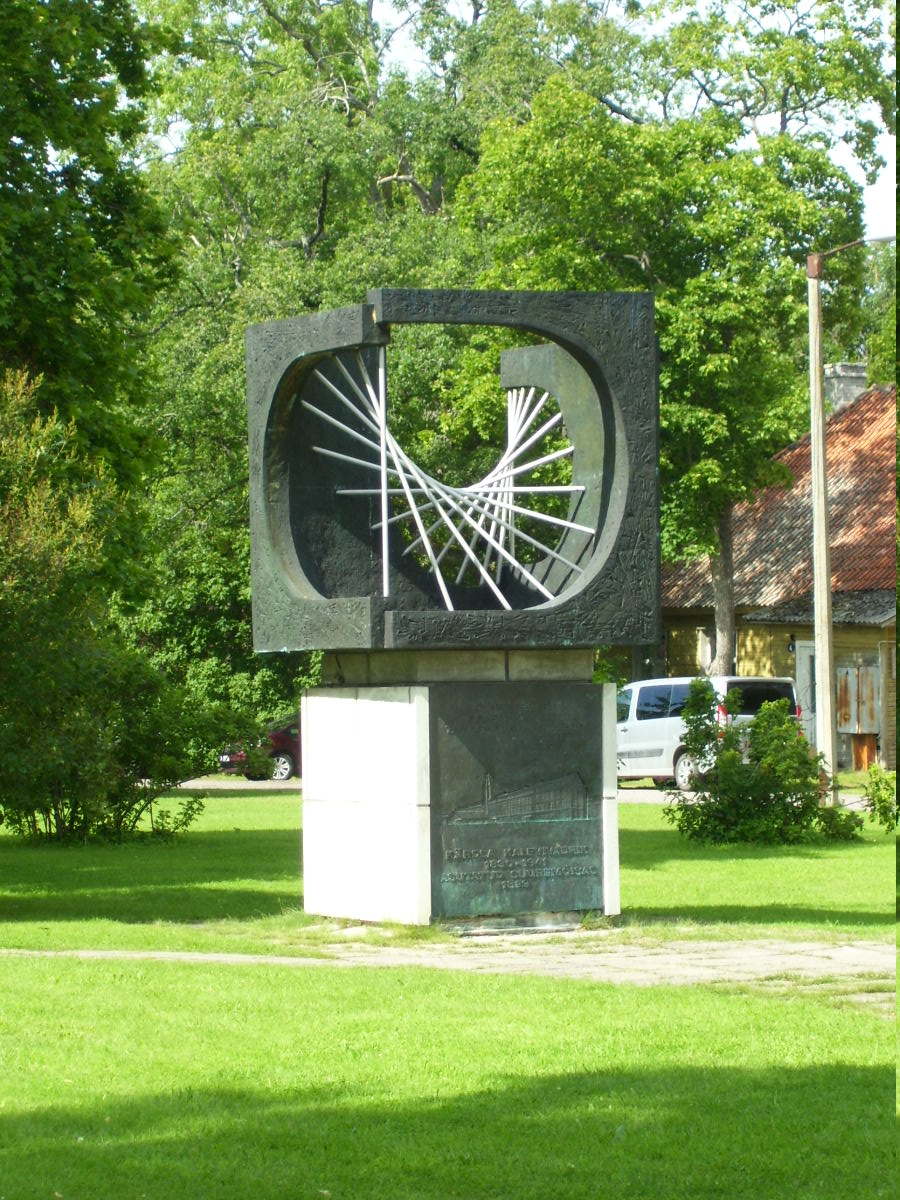
monument Fàbrica Hiiu-Kärdla Kalevala
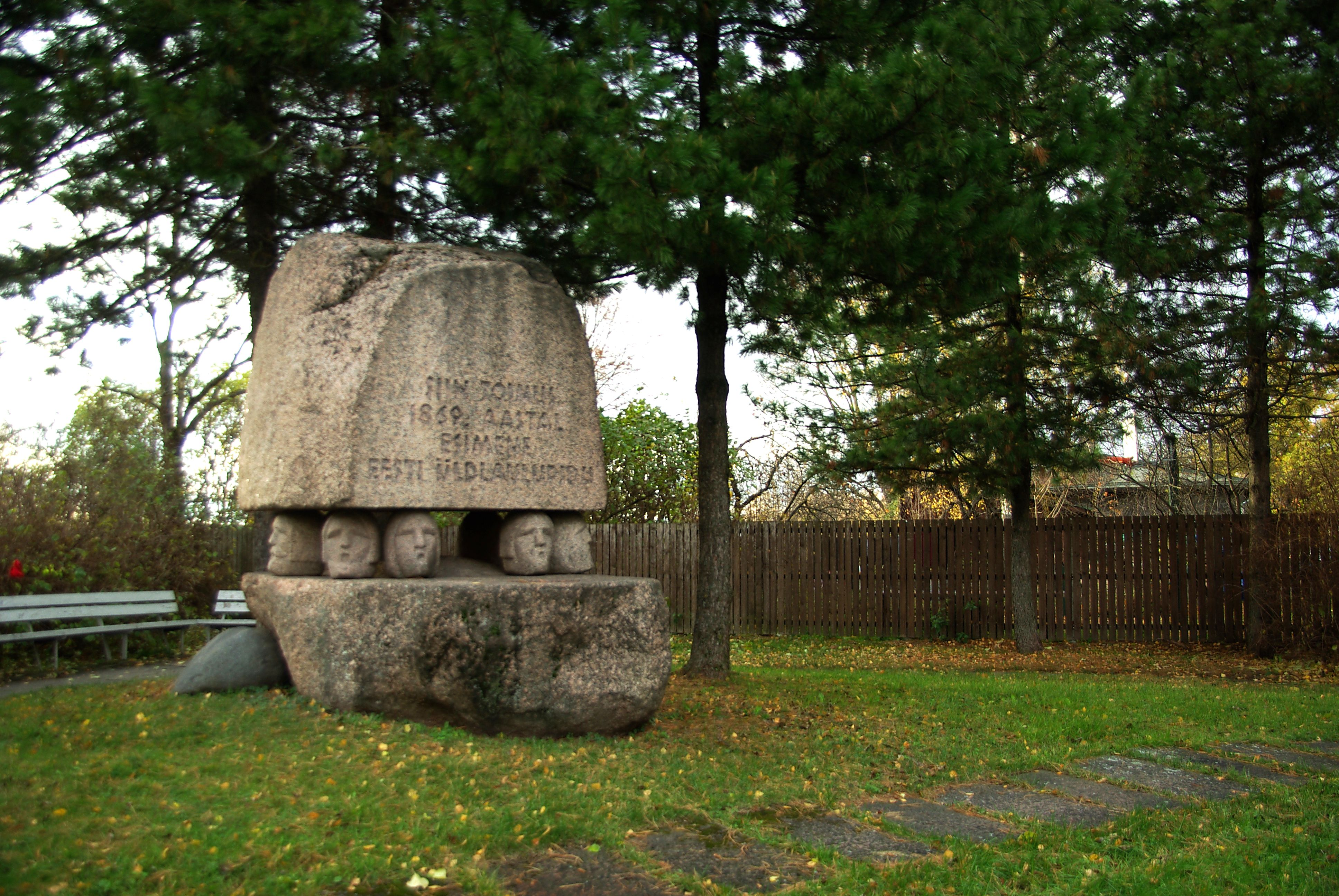
pedra commemorativa a Tartu al 1r Festival de la Cançó d'Estònia
Bust a Oskar Brackmann a Pärnu
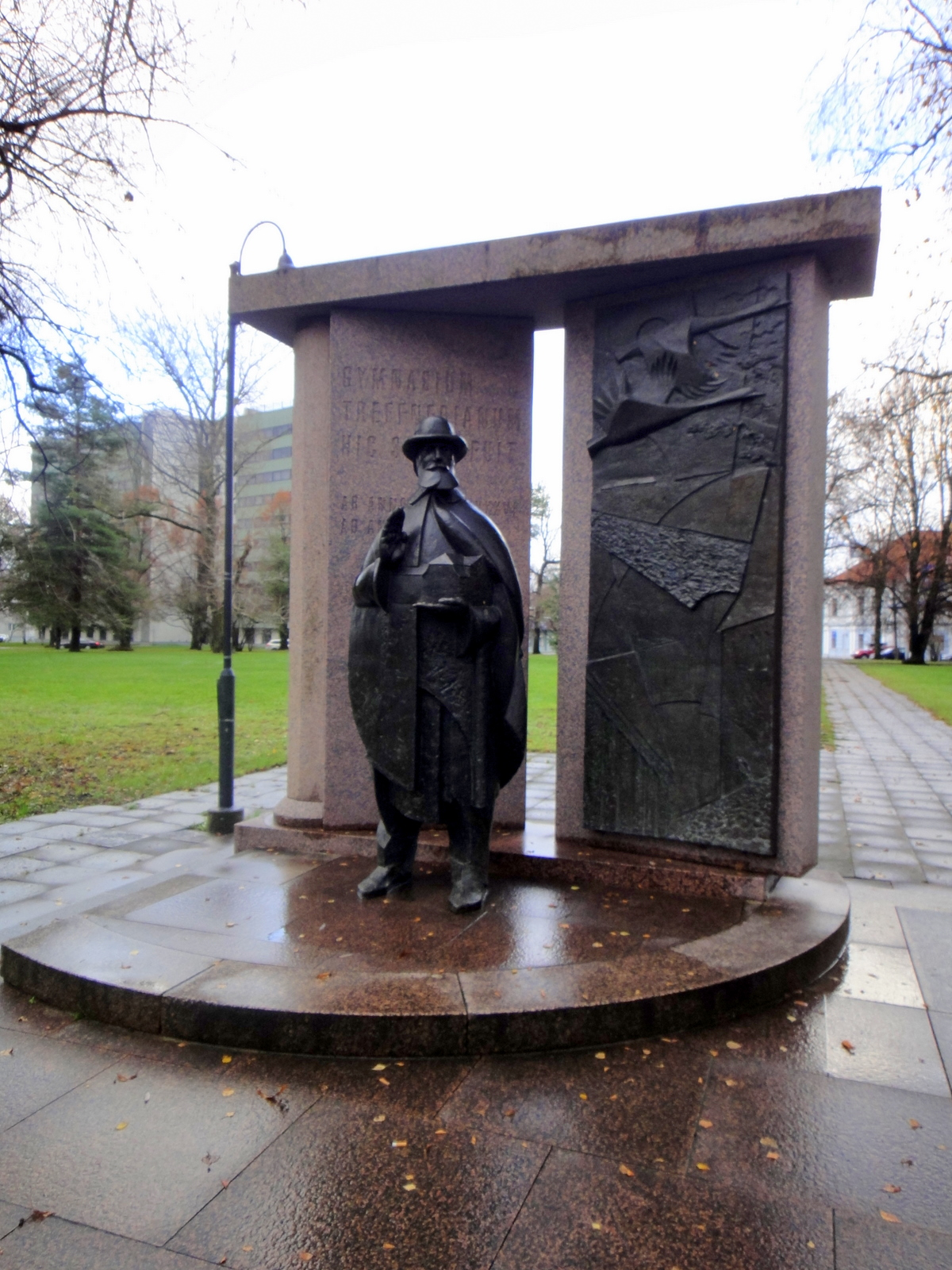
Monument a Hugo Treffner a Tartu
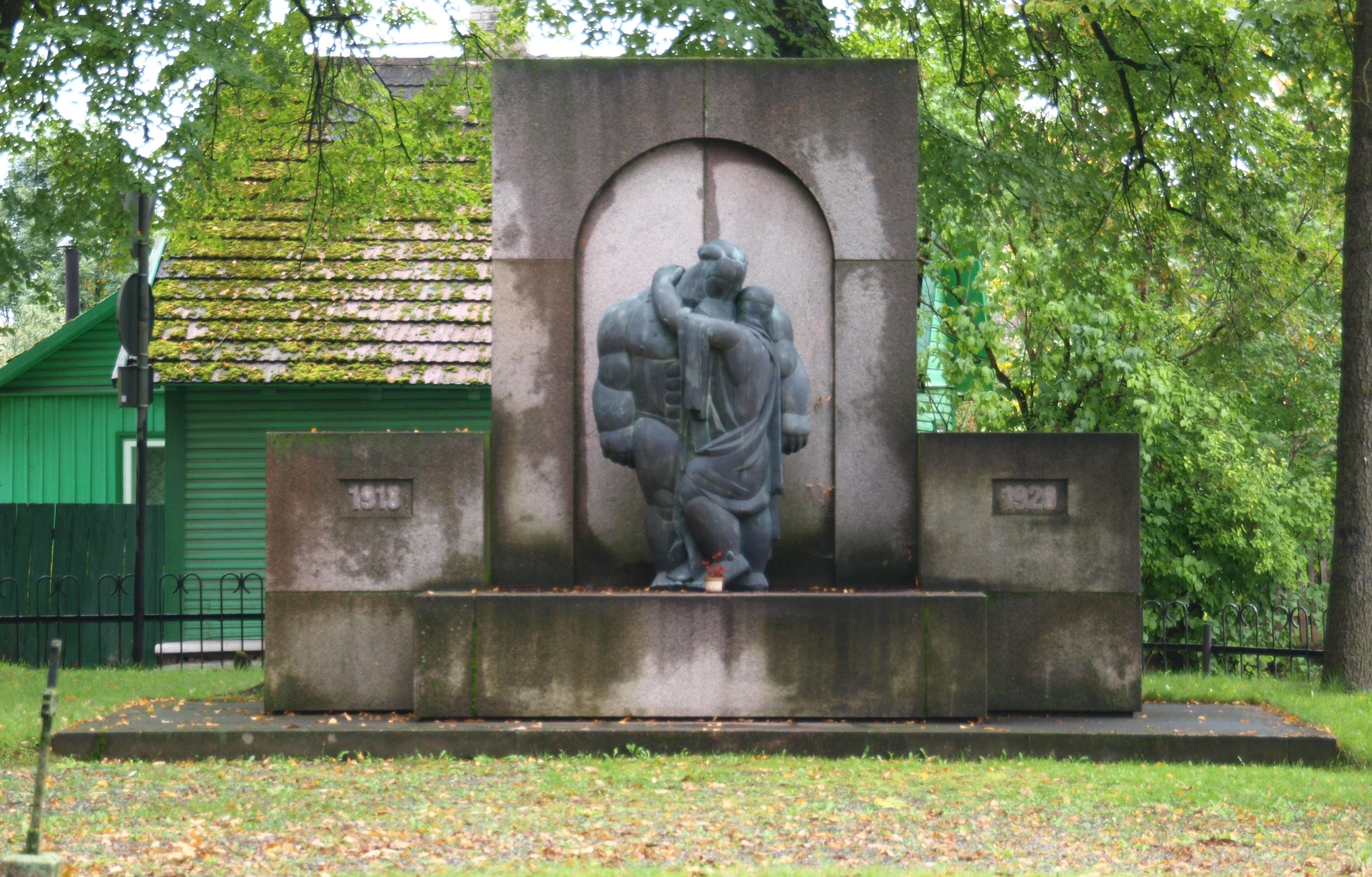
Grup de figures del Monument a la Guerra de la Independència a Tartu al Cementiri de Ropka-Tamme
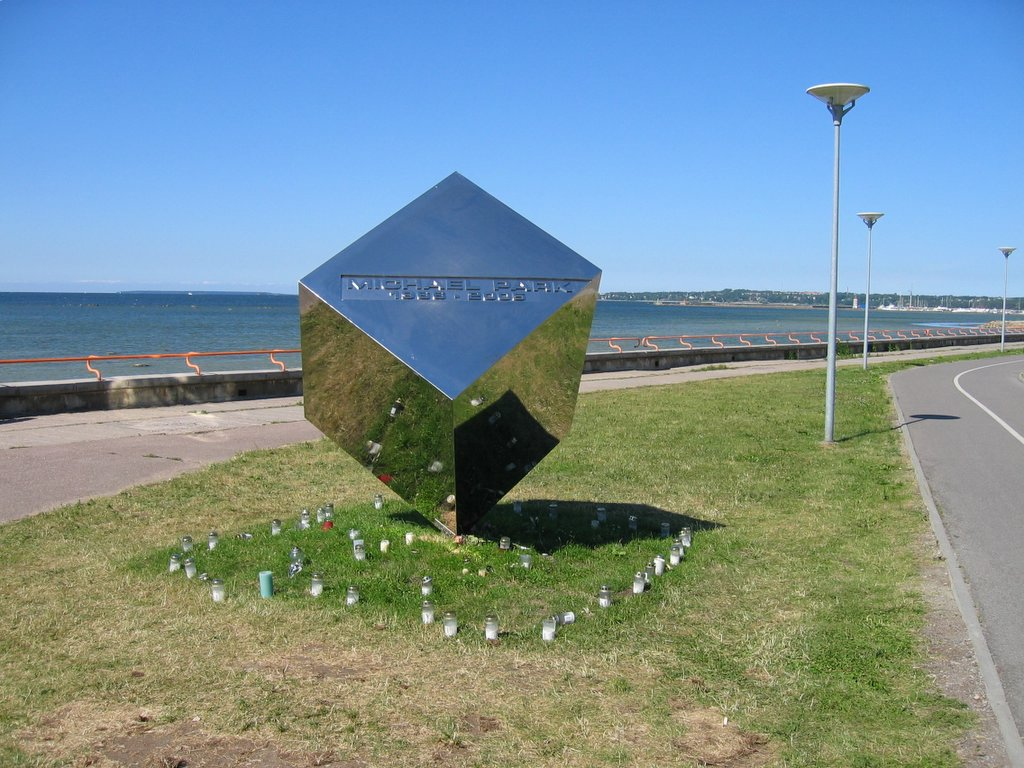
Monument al Parc Michael a la carretera Pirita de Tallinn
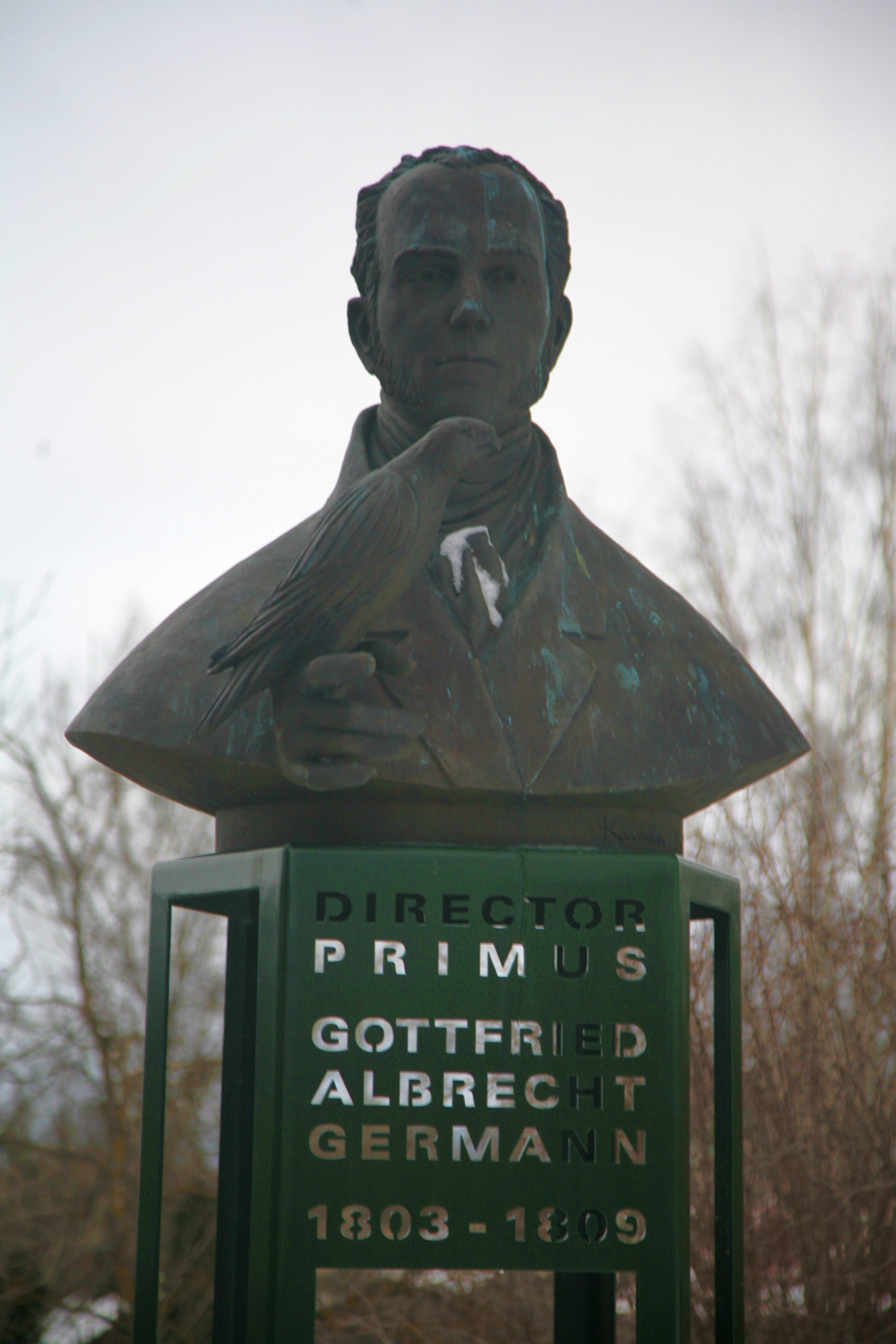
Monument a Gottfried Albert Germann al Jardí Botànic de la Universitat de Tartu
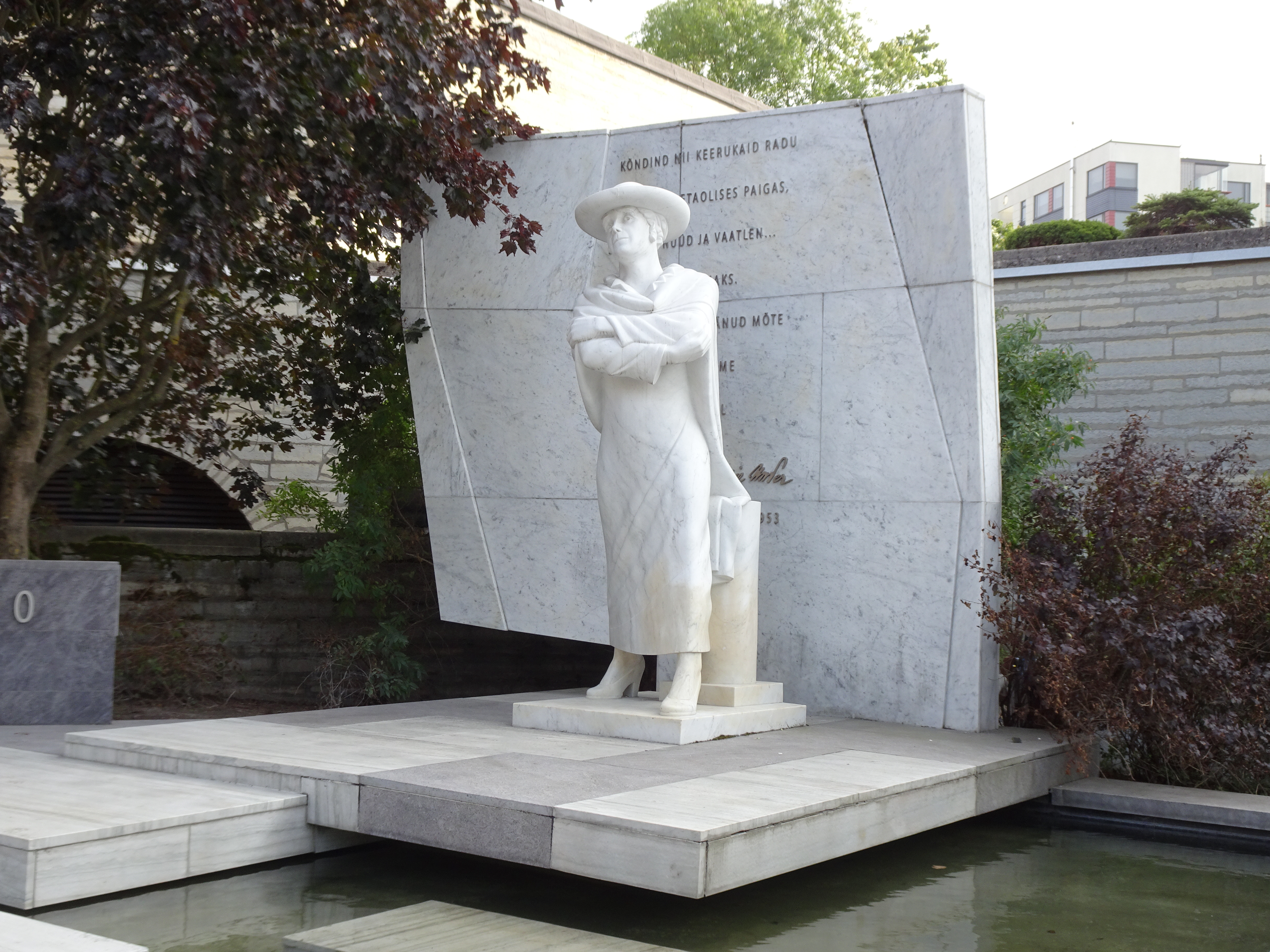
Estàtua commemorativa de marbre de Marie Under davant de la Biblioteca Nacional d'Estònia a Tallinn